# Glúteo
Os glúteos são os músculos que se localizam logo acima da coxa e abaixo da cintura, na porção posterior de um ser humano.
Os glúteos são divididos em seis músculos, três em cada lado. O músculo glúteo máximo tem a sua inserção proximal no ílio, sacro e cóccix e a sua inserção distal na tuberosidade glútea no fémur além de encontrar o trato iliotibial junto com o m. tensor da fáscia lata, por isso ele indiretamente insere no osso tíbia. O músculo glúteo médio e o músculo glúteo mínimo encontram-se lateralmente do músculo glúteo máximo. Eles tem a sua inserção proximal na crista ilíaca e na fossa glútea no osso ílio e sua a inserção distal no trocanter maior do fêmur.
A suas ações principais são extensão, abdução e rotações da articulação do quadril. 